# Parti social-démocrate (Bénin)
Pour les articles homonymes, voir Parti social-démocrate.
Le Parti social-démocrate est un parti politique du Bénin, membre de l'Internationale socialiste.
Son candidat à l'élection présidentielle des 4 et 18 mars 2001, Bruno Amoussou, a remporté 8,6 % des voix au premier tour et 15,9 % au second tour. Le second tour a été boycotté par les principaux candidats. Aux élections législatives du 30 mars 2003, le parti était membre de l'alliance des partisans de Mathieu Kérékou. Il a co-établi au sein de ce mouvement l'Union pour le Bénin du futur, qui a remporté 31 des 83 sièges.

## Liste des présidents
| 2000-2012   | Bruno Amoussou |
| Depuis 2012 | Emmanuel Golou |

## Affaire Dangnivo
Le 17 août 2010 disparaît Pierre Urbain Dangnivo, fonctionnaire du ministère des Finances et membre du PSD. Son corps fut retrouvé en septembre 2015. Cette disparition entraîna d'importantes manifestations, l'opposition, la famille et des syndicats mettant en doute la version officielle.